# Lina Mangiacapre
Lina Mangiacapre, née Carmela, née à Naples en 1946, morte à Naples, le 23 mai 2002, est une artiste féministe italienne.

## Biographie

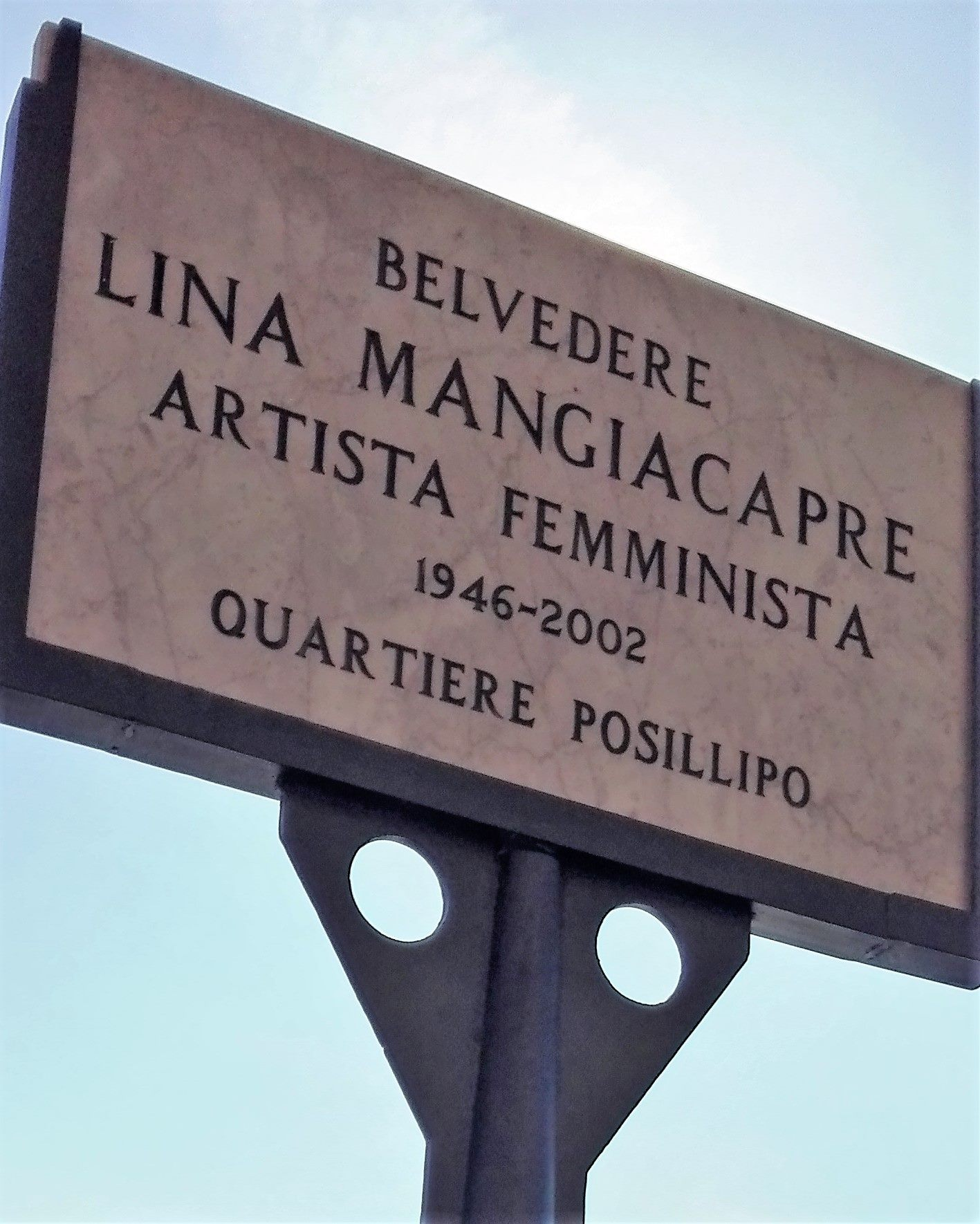
Belvédère nommé Lina Mangiacapre, via Posilippo, à Naples

Lina Mangiacapre est née à Naples dans une famille appartenant aux moyenne ou haute bourgeoisies. Pendant ses années d'études universitaires, elle participe aux mouvements sociaux étudiants de 1968 et au mouvement féministe. Elle est diplômée en philosophie et commence à se consacrer à la peinture, avec le pseudonyme de Màlina. En 1970, elle fonde le groupe féministe Le Nemesiache, en hommage à Nemesis,.
En 1972, elle crée une pièce de théâtre, Cenerella, transcrite plus tard au cinéma avec un titre homonyme. En 1976, elle produit et réalise, en collaboration avec le groupe de le Nemesiache, un magazine de critique de films. En 1977, elle fonde la coopérative culturelle Le tre Ghinee, dans le but d'affirmer la création artistique des femmes.
En 1986, elle dirige le film, Didone non è morta, et, en 1987, elle crée un prix cinématographique, le prix Elvira Notari, géré par un jury spécifique qu'elle préside jusqu'en 2001, à la Mostra de Venise. En 1987 toujours, elle fonde et dirige le Manifesta, trimestriel consacré au cinéma et à la culture.
En 1990, la Présidence du Conseil des Ministres lui attribue le Prix de la Culture. L'année suivante, elle réalise son deuxième long-métrage, Faust Fausta, tiré de son roman du même nom. En 1993, elle dirige Femme de cœur, sur un scénario de Luciano Crovato. En 1996, pour les 50 ans du vote des femmes, elle réalise pour la présidence du Conseil des Ministres, le spot Da elettrici ad elette,.
Elle collabore par ailleurs à différents journaux et magazines, y compris L'Unità, Paese sera, Quotidiano donna, Effe, Femmes en Mouvement.
Elle meurt le 23 mai 2002 à Naples.

## Postérité

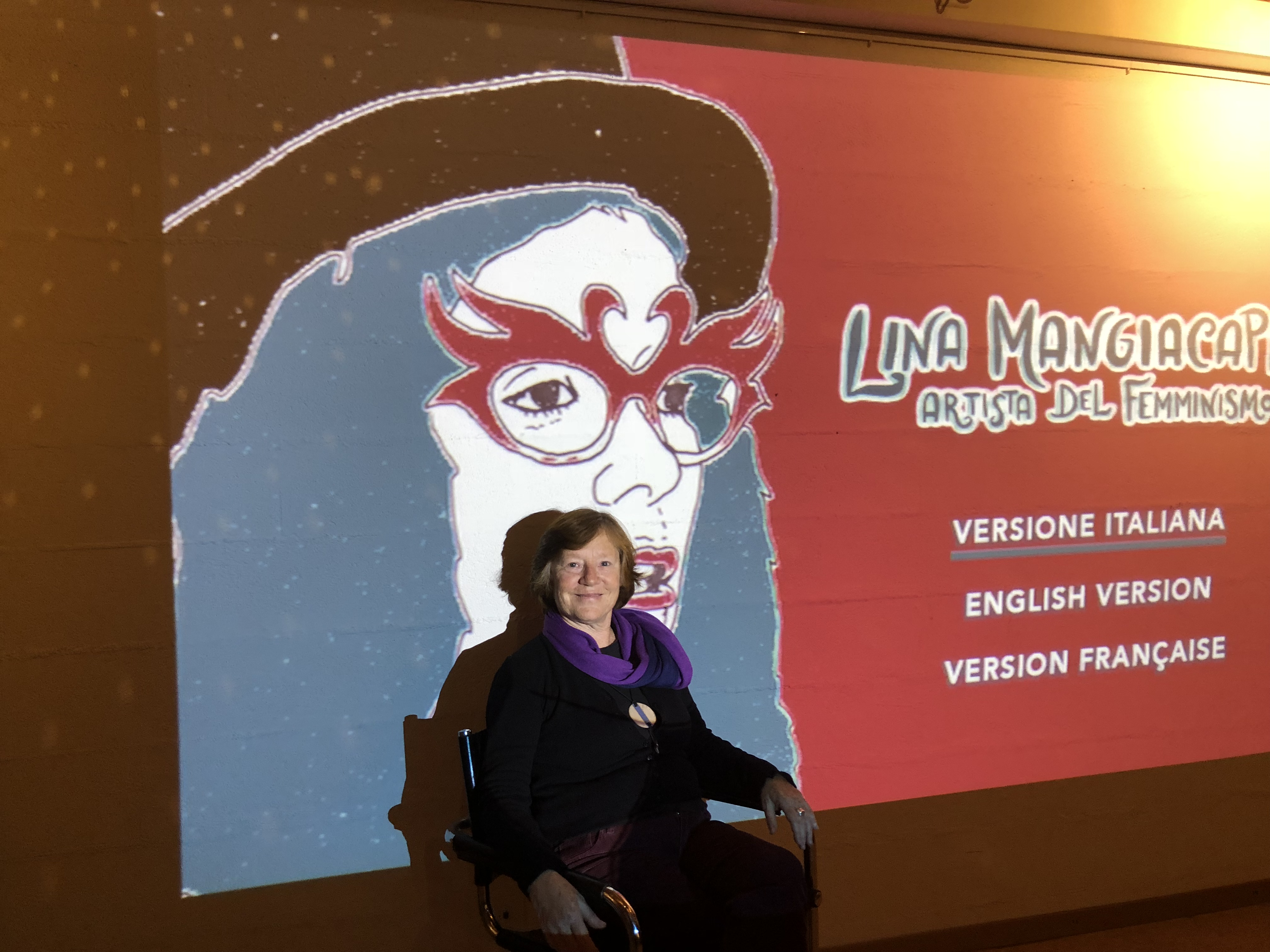
Nadia Pizzuti présente son film à Lestime en octobre 2018 à Genève

En 2015, un documentaire lui est consacré : Lina Mangiacapre - Artista del femminismo, réalisé par Nadia Pizzuti,.
Le 1er avril 2017, la municipalité de Naples baptise à son nom un belvédère sur la via Posillipo, à la hauteur de la civico 44, en sa mémoire.

### Prix Lina Mangiacapre
Le prix cinématographique Elvira Notari créé par elle en 1987 et attribué par un jury spécifique lors de la Mostra de Venise (avant le palmarès de la Mostra), récompensant un film du festival qui apporte une vue nouvelle de l'image de la femme, est renommé, après sa mort, en Prix Lina Mangiacapre.

## Principales œuvres

### Théâtre
- Cenerella (1973/1975)
- Prigioniere politiche (1978)
- Faro (1979)
- Per Ofelia (1980)
- Eliogabalo (1982)
- Eleniade (Premio Fondi La Pastora – 1983)
- Biancaneve (1984)
- Viaggio nel mito di Capri (1992)

### Cinéma
- 1974 : Cenerella
- 1976 : Autocoscienze
- 1976 : Antistrip
- 1977 : Le Sibille, a reçu le prix du meilleur réalisateur au Festival de science-fiction de Trieste
- 1977 : Follia come poesia, filmé avec les patients d'un ancien hôpital psychiatrique à Naples
- 1981 : Ricciocapriccio, fable multimédia
- 1987 : Didone non è morta (it)

### Publications
- Cinema al femminile, Padoue, Mastrogiacomo, 1980
- Faust/Fausta, Florence, L'Autore Libri, 1990
- Il mare sarà solo, Calcata, Edizioni del Giano, 1993
- Cinema al femminile 2, Naples, Le tre ghinee, 1994
- Donne e unicorni, Naples, Le tre ghinee, 1995
- Pentesilea, Naples, Le tre ghinee, 1996
- Amazzoni e Minotauri, Rimini, Raffaelli, 2008